# Dmedia T-REX
dmedia T-REX (en chino tradicional 誠泰Cobras) son un equipo de béisbol profesional de Taiwán que participa en la Liga de Béisbol Profesional China. El equipo fue creado en 2003 con base en Hsinchuang en el Estadio de Béisbol de Hsinjuang. 
La historia del club comienza en 2001 en la entonces Liga Mayor de Taiwán cuando el Banco Macoto adquiere el equipo Taipei Gida, en 2003 con la absorción de la Liga Mayor por parte de la Liga de Béisbol Profesional China. En la temporada de 2005 las Cobras Macoto obtuvieron el subcampeonato de la Serie de Taiwán

## Títulos obtenidos
Locales
Títulos locales
Ninguno